# Bulverde
Bulverde är en stad i Comal County i Texas. Vid 2010 års folkräkning hade Bulverde 4 630 invånare.